# Coquille (bateau)
Coquille puis Astrolabe
Pour les articles homonymes, voir Coquille et Astrolabe.
Ne doit pas être confondu avec Astrolabe (frégate).

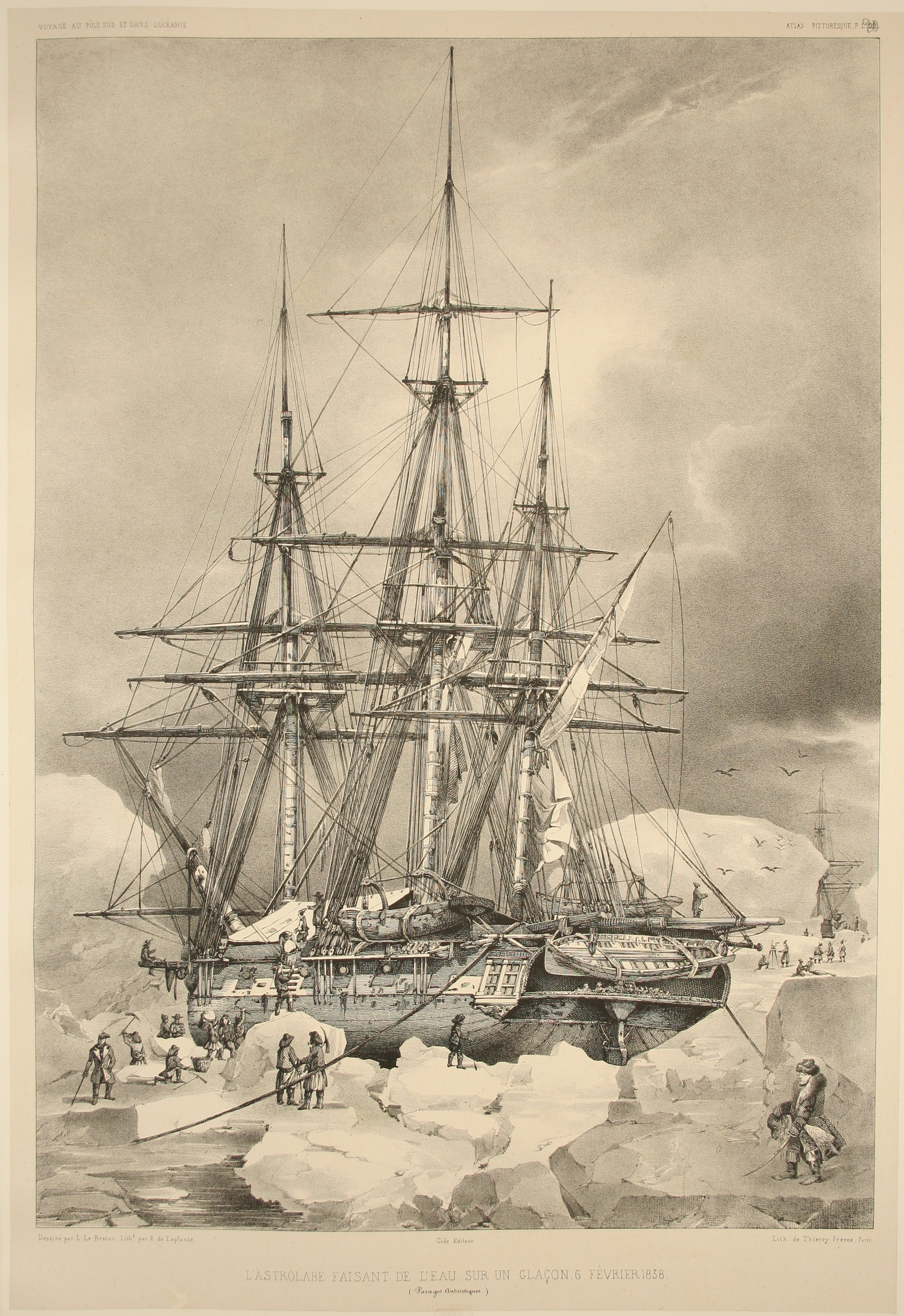
LAstrolabe en 1838.

La Coquille est une gabarre-écurie française construite à La Seyne-sur-Mer en 1811 et lancée en janvier 1812. Elle navigue d'abord en Méditerranée, sur les côtes d'Afrique du Nord et d'Espagne. 
Une fois remis en état et réaménagé pour des voyages au long cours, ce trois-mâts jaugeant 380 tonneaux et portant quatorze pièces de canon est reclassé en corvette. Le navire est utilisé par Louis Isidore Duperrey pour son voyage de circumnavigation scientifique des années 1822–1825.
Rebaptisé Astrolabe lors de son départ de Toulon le 10 avril 1826, sous le commandement de Jules Dumont d'Urville (l'ancien second de Duperrey), le bâtiment prend alors part à une deuxième circumnavigation avec à son bord treize officiers et soixante-six hommes, dont les médecins Joseph Paul Gaimard et Jean René Constant Quoy. 
Sa nouvelle dénomination est un hommage au navigateur La Pérouse (dont l'un des deux bateaux s'appelait aussi l'Astrolabe) car, parmi les missions dévolues à l'expédition Dumont d'Urville, figure la recherche des traces de ce devancier disparu en 1788. Durant son voyage, qui enregistre des acquis scientifiques importants, Dumont d'Urville parvient effectivement à retrouver le 21 février 1828 dans l’île de Vanikoro des indices probants du naufrage qui avait mis un terme à l'expédition de La Pérouse. Il y fait célébrer une messe et ériger un petit monument sur la côte en mars 1828. Le bâtiment rejoint Marseille le 24 février 1829. Le bilan scientifique est surtout marqué par le dessin de cartes hydrographiques d’une grande précision, des observations physiques, astronomiques, ethnographiques, de nombreux spécimens biologiques et plus de soixante îles et îlots que prétend avoir découvert Dumont d’Urville. D'Urville avait chargé le jeune mais prometteur François-Edmond Pâris de l'hydrographie et du soin de dessiner toutes les embarcations des peuples du Pacifique. L'officier-dessinateur de l'expédition est Louis-Auguste de Sainson et accumule environ 500 dessins.
En 1830, l'Astrolabe participe à la prise d'Alger, puis est employée comme transport de troupes entre la France et l'Algérie jusqu'en 1832.
De 1837 à 1840, elle effectue sa troisième circumnavigation en constituant avec le transport Zélée la flottille de l'expédition Dumont d'Urville dans l'Antarctique qui permet la découverte de la Terre Adélie.

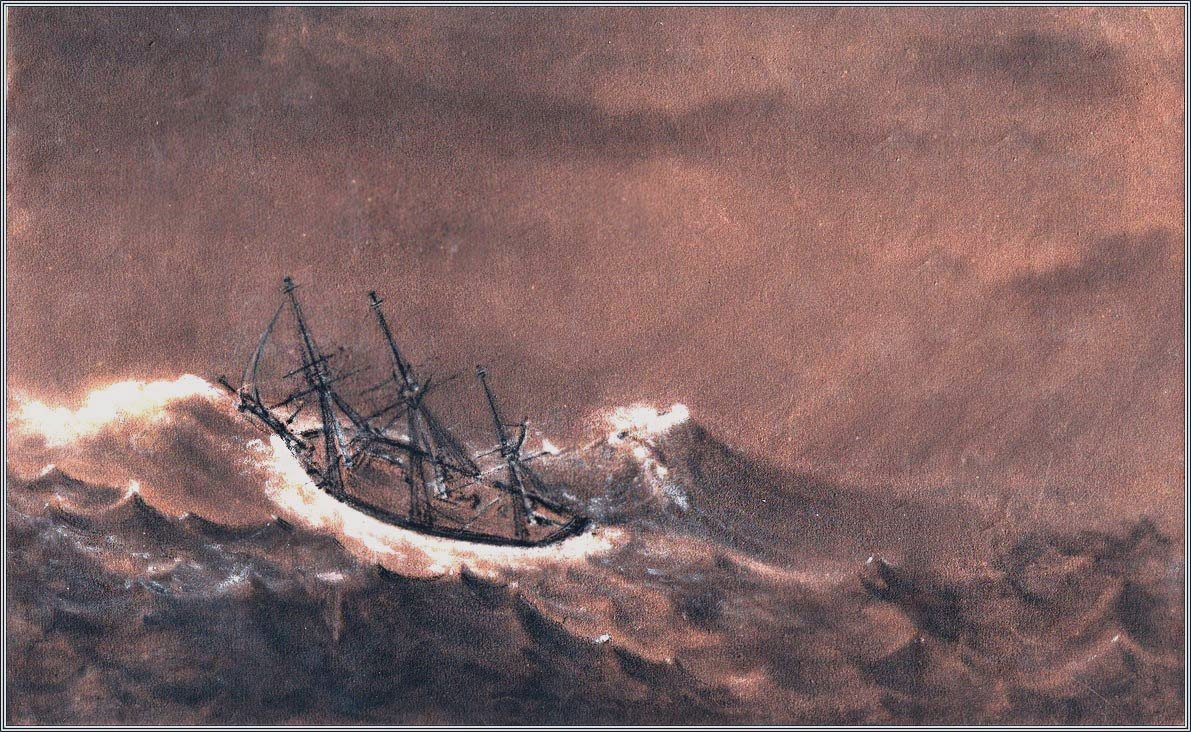
Barthélemy Lauvergne, Coup de vent, Nouvelle-Zélande, 1829.

Après avoir été à nouveau réutilisée comme navire de transport, l'Astrolabe prend le large une dernière fois en 1847 sous le commandement de Louis-Marie-François Tardy de Montravel (ancien membre de l'expédition antarctique de Dumont d'Urville) pour rejoindre la station navale française au large de l'Argentine durant la Guerre de la Plata. À l'issue de cette ultime mission, le vieux navire est condamné en août 1851 et démoli à Toulon en mai 1852.